# Krystyna Czarnocka
Krystyna Joanna Czarnocka (* 27. Mai 1920 in Zakopane; † 2005) war eine polnische Weberin und Kunsthistorikerin.

## Leben und Werk
Krystyna Czarnocka studierte von 1936 bis 1940 in Warschau an der Städtischen Schule für dekorative Künste, Abteilung Wandmalerei, und von 1946 bis 1950 an der Höheren Kunstschule, Abteilung Weberei. Von 1947 bis 1952 studierte sie Kunstgeschichte an der Universität Warschau und war von 1950 bis 1964 Oberassistentin am Kunstinstitut der Polnischen Akademie der Wissenschaften.
Sie fertigte Webereien in verschiedenen Techniken und unter häufiger Anwendung von Mischtechniken, so flache figürliche oder reliefierte Gobelins; räumliche Kompositionen, geschorene Teppiche oder Doppelgewebe. Wichtig war ihr die Betonung der elementarästhetischen Eigenschaften der verwendeten Naturstoffe (Sisal und handgesponnene Wolle). Sie gestaltete sowohl Motive aus der Natur wie abstrakt-konstruktive Konstruktionen unter Ausnutzung von Licht-Schatten-Effekten.

## Schriften (Auswahl)
- Józef Chełmoński. Warschau 1957.
- Półtora wieku grafiki polskiej. Warschau 1962.